# Liste der Kulturdenkmale in Ilversgehofen
Die Liste der Kulturdenkmale in Ilversgehofen enthält die Kulturdenkmale des Stadtteils Ilversgehofen der thüringischen Landeshauptstadt Erfurt, die vom Thüringischen Landesamt für Denkmalpflege und Archäologie als Bau- und Kunstdenkmale auf dem Gebiet der Stadt mit Stand vom 24. April 2025 erfasst wurden.

## Legende
- Bild: zeigt ein Bild des Kulturdenkmals und gegebenenfalls einen Link zu weiteren Fotos des Kulturdenkmals im Medienarchiv Wikimedia Commons
- Bezeichnung: Name, Bezeichnung oder die Art des Kulturdenkmals
- Lage: Wenn vorhanden Straßenname und Hausnummer des Kulturdenkmals; Grundsortierung der Liste erfolgt nach dieser Adresse. Der Link Karte führt zu verschiedenen Kartendarstellungen und nennt die Koordinaten des Kulturdenkmals.
 Kartenansicht, um Koordinaten zu setzen – in dieser Kartenansicht sind Kulturdenkmale ohne Koordinaten mit einem roten bzw. orangen Marker dargestellt und können in der Karte gesetzt werden. Kulturdenkmale ohne Bild sind mit einem blauen bzw. roten Marker gekennzeichnet, Kulturdenkmale mit Bild mit einem grünen bzw. orangen Marker.
- Datierung: gibt das Jahr der Fertigstellung beziehungsweise das Datum der Erstnennung oder den Zeitraum der Errichtung an
- Beschreibung: bauliche und geschichtliche Einzelheiten des Kulturdenkmals, vorzugsweise die Denkmaleigenschaften
- ID: Die ID identifiziert das Kulturdenkmal eindeutig. In Thüringen sind aktuell keine IDs veröffentlicht. In der ID-Spalte kann sich auch folgendes Icon  befinden, dies führt zu Angaben zu diesem Kulturdenkmal bei Wikidata.

## Liste der Kulturdenkmale in Ilversgehofen

### Barkhausenstraße
| Bild                           | Bezeichnung | Lage                       | Datierung | Beschreibung                                                                         | ID |
| ------------------------------ | ----------- | -------------------------- | --------- | ------------------------------------------------------------------------------------ | -- |
| weitere Bilder Fotos hochladen | Wohnanlage  | Barkhausenstraße 1 (Karte) |           | Teil des Ensembles Bauliche Gesamtanlage Wohnanlage der Wohngemeinschaft Erfurt GmbH |    |
| weitere Bilder Fotos hochladen | Wohnanlage  | Barkhausenstraße 2 (Karte) |           | Teil des Ensembles Bauliche Gesamtanlage Wohnanlage der Wohngemeinschaft Erfurt GmbH |    |
| weitere Bilder Fotos hochladen | Wohnanlage  | Barkhausenstraße 3 (Karte) |           | Teil des Ensembles Bauliche Gesamtanlage Wohnanlage der Wohngemeinschaft Erfurt GmbH |    |
| weitere Bilder Fotos hochladen | Wohnanlage  | Barkhausenstraße 4 (Karte) |           | Teil des Ensembles Bauliche Gesamtanlage Wohnanlage der Wohngemeinschaft Erfurt GmbH |    |
| weitere Bilder Fotos hochladen | Wohnanlage  | Barkhausenstraße 5 (Karte) |           | Teil des Ensembles Bauliche Gesamtanlage Wohnanlage der Wohngemeinschaft Erfurt GmbH |    |
| weitere Bilder Fotos hochladen | Wohnanlage  | Barkhausenstraße 6 (Karte) |           | Teil des Ensembles Bauliche Gesamtanlage Wohnanlage der Wohngemeinschaft Erfurt GmbH |    |
| weitere Bilder Fotos hochladen | Wohnanlage  | Barkhausenstraße 7 (Karte) |           | Teil des Ensembles Bauliche Gesamtanlage Wohnanlage der Wohngemeinschaft Erfurt GmbH |    |

### Bogenstraße
| Bild                           | Bezeichnung                       | Lage                   | Datierung | Beschreibung                             | ID |
| ------------------------------ | --------------------------------- | ---------------------- | --------- | ---------------------------------------- | -- |
| weitere Bilder Fotos hochladen | Katholische Pfarrkirche St. Josef | Bogenstraße 4a (Karte) |           | mit Ausstattung; einzelnes Kulturdenkmal |    |
| BW                             | Pfarrhaus                         | Bogenstraße 4a (Karte) |           | einzelnes Kulturdenkmal                  |    |
| BW                             | Gehöft                            | Bogenstraße 9 (Karte)  |           | einzelnes Kulturdenkmal                  |    |

### Feldstraße
| Bild                           | Bezeichnung                | Lage                  | Datierung  | Beschreibung            | ID |
| ------------------------------ | -------------------------- | --------------------- | ---------- | ----------------------- | -- |
| BW                             | Hofgebäude mit Gedenktafel | Feldstraße 17 (Karte) | April 1933 | einzelnes Kulturdenkmal |    |
| weitere Bilder Fotos hochladen | Hofgebäude mit Gedenktafel | Feldstraße 18 (Karte) | April 1933 | einzelnes Kulturdenkmal |    |
| BW                             | Wohnblock                  | Feldstraße 37 (Karte) |            | einzelnes Kulturdenkmal |    |
| BW                             | Wohnblock                  | Feldstraße 38 (Karte) |            | einzelnes Kulturdenkmal |    |
| BW                             | Wohnblock                  | Feldstraße 39 (Karte) |            | einzelnes Kulturdenkmal |    |
| BW                             | Wohnblock                  | Feldstraße 40 (Karte) |            | einzelnes Kulturdenkmal |    |
| BW                             | Wohnblock                  | Feldstraße 41 (Karte) |            | einzelnes Kulturdenkmal |    |
| weitere Bilder Fotos hochladen | Wohnblock                  | Feldstraße 42 (Karte) |            | einzelnes Kulturdenkmal |    |
| weitere Bilder Fotos hochladen | Wohnblock                  | Feldstraße 43 (Karte) |            | einzelnes Kulturdenkmal |    |
| weitere Bilder Fotos hochladen | Wohnblock                  | Feldstraße 44 (Karte) |            | einzelnes Kulturdenkmal |    |
| weitere Bilder Fotos hochladen | Wohnblock                  | Feldstraße 45 (Karte) |            | einzelnes Kulturdenkmal |    |

### Grubenstraße
| Bild                           | Bezeichnung | Lage                     | Datierung | Beschreibung                                                                         | ID |
| ------------------------------ | ----------- | ------------------------ | --------- | ------------------------------------------------------------------------------------ | -- |
| weitere Bilder Fotos hochladen |             | Grubenstraße 1 (Karte)   |           | Teil des Ensembles Bauliche Gesamtanlage Wohnanlage der Wohngemeinschaft Erfurt GmbH |    |
| weitere Bilder Fotos hochladen |             | Grubenstraße 2 (Karte)   |           | Teil des Ensembles Bauliche Gesamtanlage Wohnanlage der Wohngemeinschaft Erfurt GmbH |    |
| weitere Bilder Fotos hochladen |             | Grubenstraße 3 (Karte)   |           | Teil des Ensembles Bauliche Gesamtanlage Wohnanlage der Wohngemeinschaft Erfurt GmbH |    |
| weitere Bilder Fotos hochladen |             | Grubenstraße 4 (Karte)   |           | Teil des Ensembles Bauliche Gesamtanlage Wohnanlage der Wohngemeinschaft Erfurt GmbH |    |
| weitere Bilder Fotos hochladen |             | Grubenstraße 5 (Karte)   |           | Teil des Ensembles Bauliche Gesamtanlage Wohnanlage der Wohngemeinschaft Erfurt GmbH |    |
| weitere Bilder Fotos hochladen |             | Grubenstraße 6 (Karte)   |           | Teil des Ensembles Bauliche Gesamtanlage Wohnanlage der Wohngemeinschaft Erfurt GmbH |    |
| weitere Bilder Fotos hochladen |             | Grubenstraße 7 (Karte)   |           | Teil des Ensembles Bauliche Gesamtanlage Wohnanlage der Wohngemeinschaft Erfurt GmbH |    |
| weitere Bilder Fotos hochladen |             | Grubenstraße 8 (Karte)   |           | Teil des Ensembles Bauliche Gesamtanlage Wohnanlage der Wohngemeinschaft Erfurt GmbH |    |
| weitere Bilder Fotos hochladen |             | Grubenstraße 9 (Karte)   |           | Teil des Ensembles Bauliche Gesamtanlage Wohnanlage der Wohngemeinschaft Erfurt GmbH |    |
| weitere Bilder Fotos hochladen |             | Grubenstraße 10 (Karte)  |           | Teil des Ensembles Bauliche Gesamtanlage Wohnanlage der Wohngemeinschaft Erfurt GmbH |    |
| BW                             |             | Grubenstraße 10a (Karte) |           | Teil des Ensembles Bauliche Gesamtanlage Wohnanlage der Wohngemeinschaft Erfurt GmbH |    |
| weitere Bilder Fotos hochladen |             | Grubenstraße 11 (Karte)  |           | Teil des Ensembles Bauliche Gesamtanlage Wohnanlage der Wohngemeinschaft Erfurt GmbH |    |
| weitere Bilder Fotos hochladen |             | Grubenstraße 12 (Karte)  |           | Teil des Ensembles Bauliche Gesamtanlage Wohnanlage der Wohngemeinschaft Erfurt GmbH |    |
| weitere Bilder Fotos hochladen |             | Grubenstraße 13 (Karte)  |           | Teil des Ensembles Bauliche Gesamtanlage Wohnanlage der Wohngemeinschaft Erfurt GmbH |    |

### Hans-Sailer-Straße
| Bild | Bezeichnung                                             | Lage                          | Datierung | Beschreibung            | ID |
| ---- | ------------------------------------------------------- | ----------------------------- | --------- | ----------------------- | -- |
| BW   | Schulgebäude Bechsteinschule, ehemals Alte-Fritz-Schule | Hans-Sailer-Straße 25 (Karte) |           | einzelnes Kulturdenkmal |    |
| BW   | Aula                                                    | Hans-Sailer-Straße 25 (Karte) |           | einzelnes Kulturdenkmal |    |
| BW   | Turnhalle                                               | Hans-Sailer-Straße 25 (Karte) |           | einzelnes Kulturdenkmal |    |

### Hohenwindenstraße
| Bild                           | Bezeichnung                            | Lage                         | Datierung | Beschreibung                                                                         | ID |
| ------------------------------ | -------------------------------------- | ---------------------------- | --------- | ------------------------------------------------------------------------------------ | -- |
| weitere Bilder Fotos hochladen |                                        | Hohenwindenstraße 1 (Karte)  |           | Teil des Ensembles Bauliche Gesamtanlage Wohnanlage der Wohngemeinschaft Erfurt GmbH |    |
| weitere Bilder Fotos hochladen |                                        | Hohenwindenstraße 2 (Karte)  |           | Teil des Ensembles Bauliche Gesamtanlage Wohnanlage der Wohngemeinschaft Erfurt GmbH |    |
| weitere Bilder Fotos hochladen |                                        | Hohenwindenstraße 3 (Karte)  |           | Teil des Ensembles Bauliche Gesamtanlage Wohnanlage der Wohngemeinschaft Erfurt GmbH |    |
| weitere Bilder Fotos hochladen |                                        | Hohenwindenstraße 4 (Karte)  |           | Teil des Ensembles Bauliche Gesamtanlage Wohnanlage der Wohngemeinschaft Erfurt GmbH |    |
| weitere Bilder Fotos hochladen |                                        | Hohenwindenstraße 5 (Karte)  |           | Teil des Ensembles Bauliche Gesamtanlage Wohnanlage der Wohngemeinschaft Erfurt GmbH |    |
| weitere Bilder Fotos hochladen |                                        | Hohenwindenstraße 6 (Karte)  |           | Teil des Ensembles Bauliche Gesamtanlage Wohnanlage der Wohngemeinschaft Erfurt GmbH |    |
| weitere Bilder Fotos hochladen |                                        | Hohenwindenstraße 7 (Karte)  |           | Teil des Ensembles Bauliche Gesamtanlage Wohnanlage der Wohngemeinschaft Erfurt GmbH |    |
| weitere Bilder Fotos hochladen |                                        | Hohenwindenstraße 8 (Karte)  |           | Teil des Ensembles Bauliche Gesamtanlage Wohnanlage der Wohngemeinschaft Erfurt GmbH |    |
| weitere Bilder Fotos hochladen |                                        | Hohenwindenstraße 9 (Karte)  |           | Teil des Ensembles Bauliche Gesamtanlage Wohnanlage der Wohngemeinschaft Erfurt GmbH |    |
| Fotos hochladen                | Fabrikgebäude, heute Polizeiverwaltung | Hohenwindenstraße 10 (Karte) |           | einzelnes Kulturdenkmal                                                              |    |
| BW                             | Kraftwerksgebäude                      | Hohenwindenstraße 17 (Karte) |           | Kraftwerksgebäude; einzelnes Kulturdenkmal                                           |    |

### Hugo-John-Straße
| Bild                           | Bezeichnung      | Lage                        | Datierung | Beschreibung                                  | ID |
| ------------------------------ | ---------------- | --------------------------- | --------- | --------------------------------------------- | -- |
| BW                             | Industriegebäude | Hugo-John-Straße 8 (Karte)  |           | Industriegebäude; einzelnes Kulturdenkmal     |    |
| BW                             | Industriegebäude | Hugo-John-Straße 10 (Karte) |           | Industriegebäude; einzelnes Kulturdenkmal     |    |
| weitere Bilder Fotos hochladen | Industriegebäude | Hugo-John-Straße 21 (Karte) |           | ehem. Fa. Henry Pels; einzelnes Kulturdenkmal |    |

### Mainzer Straße
| Bild                           | Bezeichnung         | Lage                      | Datierung | Beschreibung            | ID |
| ------------------------------ | ------------------- | ------------------------- | --------- | ----------------------- | -- |
| weitere Bilder Fotos hochladen | Bibliotheksgebäude  | Mainzer Straße 34 (Karte) |           | einzelnes Kulturdenkmal |    |
| weitere Bilder Fotos hochladen | Wandbild Erich Enge | Mainzer Straße 34 (Karte) |           | einzelnes Kulturdenkmal |    |
| weitere Bilder Fotos hochladen | Brücke              | Mainzer Straße 34 (Karte) |           | einzelnes Kulturdenkmal |    |
| weitere Bilder Fotos hochladen | Glockenturm         | Mainzer Straße 34 (Karte) |           | einzelnes Kulturdenkmal |    |

### Mittelhäuser Straße
| Bild                           | Bezeichnung          | Lage                           | Datierung | Beschreibung            | ID |
| ------------------------------ | -------------------- | ------------------------------ | --------- | ----------------------- | -- |
| weitere Bilder Fotos hochladen | Gehöft Heiligenmühle | Mittelhäuser Straße 16 (Karte) |           | einzelnes Kulturdenkmal |    |
| weitere Bilder Fotos hochladen | Mühle Heiligenmühle  | Mittelhäuser Straße 16 (Karte) |           | einzelnes Kulturdenkmal |    |

### Neuendorfstraße
| Bild                           | Bezeichnung | Lage                      | Datierung | Beschreibung                                                                         | ID |
| ------------------------------ | ----------- | ------------------------- | --------- | ------------------------------------------------------------------------------------ | -- |
| weitere Bilder Fotos hochladen |             | Neuendorfstraße 1 (Karte) |           | Teil des Ensembles Bauliche Gesamtanlage Wohnanlage der Wohngemeinschaft Erfurt GmbH |    |
| weitere Bilder Fotos hochladen |             | Neuendorfstraße 2 (Karte) |           | Teil des Ensembles Bauliche Gesamtanlage Wohnanlage der Wohngemeinschaft Erfurt GmbH |    |
| weitere Bilder Fotos hochladen |             | Neuendorfstraße 3 (Karte) |           | Teil des Ensembles Bauliche Gesamtanlage Wohnanlage der Wohngemeinschaft Erfurt GmbH |    |
| weitere Bilder Fotos hochladen |             | Neuendorfstraße 4 (Karte) |           | Teil des Ensembles Bauliche Gesamtanlage Wohnanlage der Wohngemeinschaft Erfurt GmbH |    |
| weitere Bilder Fotos hochladen |             | Neuendorfstraße 5 (Karte) |           | Teil des Ensembles Bauliche Gesamtanlage Wohnanlage der Wohngemeinschaft Erfurt GmbH |    |
| weitere Bilder Fotos hochladen |             | Neuendorfstraße 6 (Karte) |           | Teil des Ensembles Bauliche Gesamtanlage Wohnanlage der Wohngemeinschaft Erfurt GmbH |    |

### Nikolausstraße
| Bild                           | Bezeichnung                | Lage                          | Datierung | Beschreibung                             | ID |
| ------------------------------ | -------------------------- | ----------------------------- | --------- | ---------------------------------------- | -- |
| weitere Bilder Fotos hochladen | Evangelische Martinikirche | Nikolausstraße o. Nr. (Karte) |           | mit Ausstattung; einzelnes Kulturdenkmal |    |
| BW                             | Kirchhof                   | Nikolausstraße o. Nr. (Karte) |           | einzelnes Kulturdenkmal                  |    |
| weitere Bilder Fotos hochladen | Einfriedung                | Nikolausstraße o. Nr. (Karte) |           | einzelnes Kulturdenkmal                  |    |
| weitere Bilder Fotos hochladen | Gemeindehaus               | Nikolausstraße 8 (Karte)      |           | einzelnes Kulturdenkmal                  |    |

### Riethstraße
| Bild                           | Bezeichnung | Lage                                                                    | Datierung | Beschreibung            | ID |
| ------------------------------ | ----------- | ----------------------------------------------------------------------- | --------- | ----------------------- | -- |
| weitere Bilder Fotos hochladen | Kiosk       | Riethstraße; Am Wiesengrunde 8a; an der Ecke zur Mainzer Straße (Karte) |           | einzelnes Kulturdenkmal |    |

### Salinenstraße
| Bild                           | Bezeichnung             | Lage                      | Datierung | Beschreibung                                                                         | ID |
| ------------------------------ | ----------------------- | ------------------------- | --------- | ------------------------------------------------------------------------------------ | -- |
| BW                             |                         | Salinenstraße 35 (Karte)  |           | Teil des Ensembles Bauliche Gesamtanlage Wohnanlage der Wohngemeinschaft Erfurt GmbH |    |
| BW                             |                         | Salinenstraße 36 (Karte)  |           | Teil des Ensembles Bauliche Gesamtanlage Wohnanlage der Wohngemeinschaft Erfurt GmbH |    |
| BW                             |                         | Salinenstraße 37 (Karte)  |           | Teil des Ensembles Bauliche Gesamtanlage Wohnanlage der Wohngemeinschaft Erfurt GmbH |    |
| weitere Bilder Fotos hochladen |                         | Salinenstraße 38 (Karte)  |           | Teil des Ensembles Bauliche Gesamtanlage Wohnanlage der Wohngemeinschaft Erfurt GmbH |    |
| weitere Bilder Fotos hochladen |                         | Salinenstraße 39 (Karte)  |           | Teil des Ensembles Bauliche Gesamtanlage Wohnanlage der Wohngemeinschaft Erfurt GmbH |    |
| weitere Bilder Fotos hochladen |                         | Salinenstraße 40 (Karte)  |           | Teil des Ensembles Bauliche Gesamtanlage Wohnanlage der Wohngemeinschaft Erfurt GmbH |    |
| weitere Bilder Fotos hochladen |                         | Salinenstraße 41 (Karte)  |           | Teil des Ensembles Bauliche Gesamtanlage Wohnanlage der Wohngemeinschaft Erfurt GmbH |    |
| weitere Bilder Fotos hochladen |                         | Salinenstraße 42 (Karte)  |           | Teil des Ensembles Bauliche Gesamtanlage Wohnanlage der Wohngemeinschaft Erfurt GmbH |    |
| weitere Bilder Fotos hochladen |                         | Salinenstraße 43 (Karte)  |           | Teil des Ensembles Bauliche Gesamtanlage Wohnanlage der Wohngemeinschaft Erfurt GmbH |    |
| weitere Bilder Fotos hochladen | Industriegebäude Saline | Salinenstraße 98 (Karte)  |           | einzelnes Kulturdenkmal                                                              |    |
| weitere Bilder Fotos hochladen | Schulgebäude            | Salinenstraße 141 (Karte) |           | einzelnes Kulturdenkmal                                                              |    |
| weitere Bilder Fotos hochladen | Turnhalle               | Salinenstraße 141 (Karte) |           | einzelnes Kulturdenkmal                                                              |    |
| BW                             | Einfriedung             | Salinenstraße 141 (Karte) |           | einzelnes Kulturdenkmal                                                              |    |

### Schwerborner Straße
| Bild                           | Bezeichnung                                           | Lage                          | Datierung | Beschreibung            | ID |
| ------------------------------ | ----------------------------------------------------- | ----------------------------- | --------- | ----------------------- | -- |
| weitere Bilder Fotos hochladen | Industriegebäude ehemals Fa. Henry Pels Umformtechnik | Schwerborner Straße 1 (Karte) |           | einzelnes Kulturdenkmal |    |

### Stollbergstraße
| Bild                           | Bezeichnung | Lage                       | Datierung | Beschreibung            | ID |
| ------------------------------ | ----------- | -------------------------- | --------- | ----------------------- | -- |
| weitere Bilder Fotos hochladen | Wohnblock   | Stollbergstraße 52 (Karte) |           | einzelnes Kulturdenkmal |    |
| weitere Bilder Fotos hochladen | Wohnblock   | Stollbergstraße 53 (Karte) |           | einzelnes Kulturdenkmal |    |

### Sulzestraße
| Bild                           | Bezeichnung | Lage                  | Datierung | Beschreibung                                                                         | ID |
| ------------------------------ | ----------- | --------------------- | --------- | ------------------------------------------------------------------------------------ | -- |
| weitere Bilder Fotos hochladen |             | Sulzestraße 1 (Karte) |           | Teil des Ensembles Bauliche Gesamtanlage Wohnanlage der Wohngemeinschaft Erfurt GmbH |    |
| weitere Bilder Fotos hochladen |             | Sulzestraße 2 (Karte) |           | Teil des Ensembles Bauliche Gesamtanlage Wohnanlage der Wohngemeinschaft Erfurt GmbH |    |
| weitere Bilder Fotos hochladen |             | Sulzestraße 3 (Karte) |           | Teil des Ensembles Bauliche Gesamtanlage Wohnanlage der Wohngemeinschaft Erfurt GmbH |    |
| weitere Bilder Fotos hochladen |             | Sulzestraße 4 (Karte) |           | Teil des Ensembles Bauliche Gesamtanlage Wohnanlage der Wohngemeinschaft Erfurt GmbH |    |
| weitere Bilder Fotos hochladen |             | Sulzestraße 5 (Karte) |           | Teil des Ensembles Bauliche Gesamtanlage Wohnanlage der Wohngemeinschaft Erfurt GmbH |    |
| weitere Bilder Fotos hochladen |             | Sulzestraße 6 (Karte) |           | Teil des Ensembles Bauliche Gesamtanlage Wohnanlage der Wohngemeinschaft Erfurt GmbH |    |
| weitere Bilder Fotos hochladen |             | Sulzestraße 7 (Karte) |           | Teil des Ensembles Bauliche Gesamtanlage Wohnanlage der Wohngemeinschaft Erfurt GmbH |    |
| weitere Bilder Fotos hochladen |             | Sulzestraße 8 (Karte) |           | Teil des Ensembles Bauliche Gesamtanlage Wohnanlage der Wohngemeinschaft Erfurt GmbH |    |

### Teichstraße
| Bild                           | Bezeichnung | Lage                    | Datierung | Beschreibung                                                                         | ID |
| ------------------------------ | ----------- | ----------------------- | --------- | ------------------------------------------------------------------------------------ | -- |
| weitere Bilder Fotos hochladen |             | Teichstraße 55 (Karte)  |           | Teil des Ensembles Bauliche Gesamtanlage Wohnanlage der Wohngemeinschaft Erfurt GmbH |    |
| weitere Bilder Fotos hochladen |             | Teichstraße 56 (Karte)  |           | Teil des Ensembles Bauliche Gesamtanlage Wohnanlage der Wohngemeinschaft Erfurt GmbH |    |
| weitere Bilder Fotos hochladen |             | Teichstraße 57 (Karte)  |           | Teil des Ensembles Bauliche Gesamtanlage Wohnanlage der Wohngemeinschaft Erfurt GmbH |    |
| weitere Bilder Fotos hochladen |             | Teichstraße 57a (Karte) |           | Teil des Ensembles Bauliche Gesamtanlage Wohnanlage der Wohngemeinschaft Erfurt GmbH |    |
| weitere Bilder Fotos hochladen |             | Teichstraße 58 (Karte)  |           | Teil des Ensembles Bauliche Gesamtanlage Wohnanlage der Wohngemeinschaft Erfurt GmbH |    |
| weitere Bilder Fotos hochladen |             | Teichstraße 59 (Karte)  |           | Teil des Ensembles Bauliche Gesamtanlage Wohnanlage der Wohngemeinschaft Erfurt GmbH |    |
| weitere Bilder Fotos hochladen |             | Teichstraße 60 (Karte)  |           | Teil des Ensembles Bauliche Gesamtanlage Wohnanlage der Wohngemeinschaft Erfurt GmbH |    |
| weitere Bilder Fotos hochladen |             | Teichstraße 61 (Karte)  |           | Teil des Ensembles Bauliche Gesamtanlage Wohnanlage der Wohngemeinschaft Erfurt GmbH |    |
| weitere Bilder Fotos hochladen |             | Teichstraße 62 (Karte)  |           | Teil des Ensembles Bauliche Gesamtanlage Wohnanlage der Wohngemeinschaft Erfurt GmbH |    |
| weitere Bilder Fotos hochladen |             | Teichstraße 63 (Karte)  |           | Teil des Ensembles Bauliche Gesamtanlage Wohnanlage der Wohngemeinschaft Erfurt GmbH |    |
| weitere Bilder Fotos hochladen |             | Teichstraße 64 (Karte)  |           | Teil des Ensembles Bauliche Gesamtanlage Wohnanlage der Wohngemeinschaft Erfurt GmbH |    |
| weitere Bilder Fotos hochladen |             | Teichstraße 65 (Karte)  |           | Teil des Ensembles Bauliche Gesamtanlage Wohnanlage der Wohngemeinschaft Erfurt GmbH |    |
| weitere Bilder Fotos hochladen |             | Teichstraße 66 (Karte)  |           | Teil des Ensembles Bauliche Gesamtanlage Wohnanlage der Wohngemeinschaft Erfurt GmbH |    |
| weitere Bilder Fotos hochladen |             | Teichstraße 67 (Karte)  |           | Teil des Ensembles Bauliche Gesamtanlage Wohnanlage der Wohngemeinschaft Erfurt GmbH |    |
| weitere Bilder Fotos hochladen |             | Teichstraße 68 (Karte)  |           | Teil des Ensembles Bauliche Gesamtanlage Wohnanlage der Wohngemeinschaft Erfurt GmbH |    |
| weitere Bilder Fotos hochladen |             | Teichstraße 69 (Karte)  |           | Teil des Ensembles Bauliche Gesamtanlage Wohnanlage der Wohngemeinschaft Erfurt GmbH |    |
| weitere Bilder Fotos hochladen |             | Teichstraße 70 (Karte)  |           | Teil des Ensembles Bauliche Gesamtanlage Wohnanlage der Wohngemeinschaft Erfurt GmbH |    |
| weitere Bilder Fotos hochladen |             | Teichstraße 71 (Karte)  |           | Teil des Ensembles Bauliche Gesamtanlage Wohnanlage der Wohngemeinschaft Erfurt GmbH |    |
| weitere Bilder Fotos hochladen |             | Teichstraße 72 (Karte)  |           | Teil des Ensembles Bauliche Gesamtanlage Wohnanlage der Wohngemeinschaft Erfurt GmbH |    |
| BW                             |             | Teichstraße 73 (Karte)  |           | Teil des Ensembles Bauliche Gesamtanlage Wohnanlage der Wohngemeinschaft Erfurt GmbH |    |

### Wendenstraße
| Bild                           | Bezeichnung                                           | Lage                       | Datierung | Beschreibung            | ID |
| ------------------------------ | ----------------------------------------------------- | -------------------------- | --------- | ----------------------- | -- |
| weitere Bilder Fotos hochladen | Wendenmühle: Mühlenanlage mit technischer Ausstattung | Wendenstraße 5, 5a (Karte) |           | einzelnes Kulturdenkmal |    |

### Zellendorfstraße
| Bild | Bezeichnung | Lage                       | Datierung | Beschreibung                                                                         | ID |
| ---- | ----------- | -------------------------- | --------- | ------------------------------------------------------------------------------------ | -- |
| BW   |             | Zellendorfstraße 1 (Karte) |           | Teil des Ensembles Bauliche Gesamtanlage Wohnanlage der Wohngemeinschaft Erfurt GmbH |    |
| BW   |             | Zellendorfstraße 2 (Karte) |           | Teil des Ensembles Bauliche Gesamtanlage Wohnanlage der Wohngemeinschaft Erfurt GmbH |    |
| BW   |             | Zellendorfstraße 3 (Karte) |           | Teil des Ensembles Bauliche Gesamtanlage Wohnanlage der Wohngemeinschaft Erfurt GmbH |    |
| BW   |             | Zellendorfstraße 4 (Karte) |           | Teil des Ensembles Bauliche Gesamtanlage Wohnanlage der Wohngemeinschaft Erfurt GmbH |    |
| BW   |             | Zellendorfstraße 5 (Karte) |           | Teil des Ensembles Bauliche Gesamtanlage Wohnanlage der Wohngemeinschaft Erfurt GmbH |    |
| BW   |             | Zellendorfstraße 6 (Karte) |           | Teil des Ensembles Bauliche Gesamtanlage Wohnanlage der Wohngemeinschaft Erfurt GmbH |    |